# Oba (divinité)
Oba est l'une des épouses de Shangô, l'orisha du tonnerre et de la foudre dans la mythologie yoruba et dans les religions qui en sont dérivées (par exemple candomblé ou santeria).
Les autres épouses de Shangô sont Oya (Iansã dans le candomblé brésilien) et Oshun.

## Culte
Oba est décrite comme une orisha, divinité d'Afrique de l'Ouest, par les Yoruba. Son culte est associé à celui de la rivière Oba dont la source, située à proximité d'Igbon, constituait son lieu de culte avant le dix-neuvième siècle. En raison de guerres, il fut déplacé à Ogbomosho au Nigéria, par sécurité. Dans cette ville, Oba est décrite comme dotée d'une queue de perroquet. Par syncrétisme religieux, elle est parfois assimilée à Sainte Catherine de Sienne. 

## Légendes de l'oreille d'Oba
Oba est décrite comme l'épouse principale de Shangô. Le mythe le plus raconté à son sujet la met en scène coupant son oreille (parfois les deux) et la servant comme mets à son mari. Les versions diffèrent entre elles : dans l'une d'entre elles, Oshun, une coépouse d'Oba, lui fait croire par jalousie que couper son oreille la rapprochera de son mari. Oba suit son conseil mais Shangô, se rendant compte de la mutilation d'Oba, la chasse de leur habitation et l'exile définitivement. Cependant, le prêtre à Ogbomosho ne reconnaît pas cette version du mythe. Dans d'autres, l'identité de la coépouse jalouse varie : à Cuba, c'est Oya et non Oshun. Dans une autre, alors que Shango se bat contre Ogun, les troupeaux de chèvre viennent à manquer et Oba tranche son oreille pour la servir à Shango. Une autre version relate un rapprochement et non un exil : le geste d'Oba renforce leur couple, d'après des vers d'Ifá, mais Orunmila, l'orisha de la sagesse, la lui vole. 

## Rôle dans le panthéon yoruba
Dans la Santería, c'est la fille de Yemoja et une coépouse de Shango, qui lui servit son oreille à manger, ce qui est, dans certaines versions, à l'origine de son exil. De chagrin elle se transforme en cours d'eau, le fleuve Oba, qui coupe le fleuve Osun, (Osun étant le nom d'une autre coépouse, présentée comme jalouse dans certaines versions). Leur rivalité se traduit par des rapides à l'intersection des deux fleuves. Le fleuve Oba traverse Iwo, d'où le surnom d'enfants d'Oba donné aux habitants d'Iwo (Iwo Olodo Oba).